# Glyphodes loloalis
Glyphodes loloalis is een vlinder uit de familie van de grasmotten (Crambidae). De wetenschappelijke naam van deze soort is voor het eerst voorgesteld door Embrik Strand in een publicatie uit 1912.
De spanwijdte van het mannetje bedraagt 20 millimeter.
De soort komt voor in Ghana, Kameroen en Rwanda.